# Sven-Bernhard Fast
Sven-Bernhard Fast, född 30 maj 1951 i Oskarshamn, var mellan 2011 och 2018 samt mars till och med oktober 2022 verksam biskop i Visby stift.
Han är son till byggnadsarbetaren Bernhard Fast och speciallärare Viveca Olsson. Efter gymnasiestudier i Helsingborg och akademiska studier i Uppsala prästvigdes Fast  1973 för Luleå stift.  

## Präst
Sven-Bernhard Fast var pastorsadjunkt, kyrkoadjunkt och komminister i Lycksele församling 1973–1980, präst i Vaksala församling i Uppsala stift 1981–1982, studentpräst i Uppsala 1982–1983, komminister och vice pastor i Orsa församling i Västerås stift 1984–1989 samt kyrkoherde i Åls församling 1989–1992. Han var stiftsadjunkt i Västerås stift och föreståndare för Stiftsgården i Rättvik 1992-2000 och handläggare för ekumenik vid kyrkokansliet i Uppsala 2000–2003. Mellan 2003 och 2011 var han generalsekreterare för Sveriges Kristna Råd.

## Biskop
Fast valdes i december 2010 till biskop i Visby stift. Han vigdes den 6 mars 2011 till ämbetet tillsammans med Martin Modéus, ny biskop för Linköpings stift.
Sven-Berhard Fast har tjänstgjort som biskop i två omgångar. Den första perioden pågick från 2010 då han vigdes till biskop fram till och med sin pension år 2018. Den andra perioden påbörjades i mars 2022 efter att Fasts efterträdare, Thomas Petersson, obehörighetsförklarats som biskop av Svenska kyrkans ansvarsnämnd. I väntan på ett nytt biskopsval återgick Fast som fullgörande biskop i Visby stift, en tjänst han upprätthöll till Erik Eckerdal valdes till ny biskop 10 oktober 2022.

## Kuriosa
Vid Lambskallegasquen den 17 november 2012 installerades Fast till hedersledamot vid Gotlands nation i Uppsala.